# حک علیا
حک علیا روستایی در دهستان کزاز بخش مرکزی شهرستان شازند استان مرکزی ایران است.

## جمعیت
بر پایه سرشماری عمومی نفوس و مسکن در سال ۱۳۹۵ جمعیت این روستا ۳۱۹ نفر (۱۱۶خانوار) بوده‌است.